# Martha Byrne
Mary Martha Byrne (Ridgewood (New Jersey), 23 december 1969) is een Amerikaanse actrice.
Ze is, in Nederland, het bekendst van haar rol in de soapserie As the World Turns, waar ze Lily Snyder speelde. Ze speelde deze rol van mei 1985 tot oktober 1989 en vervolgens vanaf april 1993. Ze volgde Lucy Deakins op in 1985 en Heather Rattray in 1993. In maart 2008 wordt bekend dat Martha na 23 jaar afscheid neemt van de soapserie. Haar laatste afleveringen werden in mei 2008 (Amerika) uitgezonden. De rol van Lily werd daarna gespeeld door Noëlle Beck.
In 1987 was er enig dispuut toen ze een liefdesscène opnam, maanden voor haar achttiende verjaardag. Wat nog verder bijdroeg was dat Lily's eerste keer met Dusty Donovan was, gespeeld door acteur Brian Bloom, die nog jonger was dan zij. In een bedrijfstak beladen met formaliteiten bleek deze verhaallijn erg controversieel, gezien het feit dat minderjarige karakters die hun eerste keer beleven meestal gespeeld worden door meerderjarige personen.
Byrne is naast actrice ook zangeres, haar eerste album Martha Byrne werd uitgebracht in 1996. Ze heeft een tweede album uitgebracht, Woman Thing Music, welke onderwerp was van controversie toen bekend werd dat het album werd gesponsord door Philip Morris. De cd kon niet gekocht worden zonder een pakje sigaretten, waardoor Byrne haar steun aan het muzieklabel introk, aangezien ze geen banden wilde hebben met een product dat roken door minderjarigen kon bevorderen.
Byrne is acht keer genomineerd voor een Daytime Emmy Award, waarvan ze Uitstekende jonge actrice won in 1987 en Uitstekende hoofd actrice in 2001.
Van 2000 tot 2003 speelde ze de dubbelrol van Lily's lang verloren gewaande tweelingzus Rose D'Angelo.
Tegenwoordig is Byrne onder andere scriptschrijver voor The Bold and the Beautiful en zal ze in General Hospital de rol van Andrea Floyd gaan vertolken
Byrne is getrouwd met Michael McMahon en heeft twee zoons: Michael jr. (29-5-1998) en Maxwell (3-9-2002) en een dochter: Annmarie (12-6-2006).